# Оро (игра)
Оро, познато и као хоро и хора, врста је плеса у кругу која потиче са Балкана, али постоји иу другим земљама.

## Етимологија
Име, које се у различитим земљама пише другачије, потиче од грчког χορός (кхорос): „плес”  који је сродан са старогрчком уметничком формом χορεία (кхореиа). Првобитно значење грчке речи χορός можда је био „круг”.
Такође, речи хора и оро се налазе у многим словенским језицима и имају значење „коло (игра)”; глагол орити значи „говорити, звучати, певати” и раније је значио „славити”.
Грчки χορός (khorós) је сродан са понтским грчким χορόν (khorón), а такође је довео до имена бугарског хоро, македонског оро, румунског horă, коло (оро) у српском, турског облика hora и на хебрејском הורה (horah). Khorumi грузијски плес би такође могао бити повезан са хором у суседним турским регионима, пошто је настао из региона Аџаре, где су Картвели вековима коегзистирали са  Понтским Грцима.

## Варијанте

### Румуније и Молдавије
Хора (множина: хоре) је традиционалнарумунска и молдавска игра где се плесачи држе за руке и круг се окреће, обично у смеру супротном од казаљке на сату, док сваки учесник прати низ од три корака напред и један корак уназад. Плес је обично праћен музичким инструментима као што су цимбало, хармоника, виолина, виола, контрабас, саксофон, труба или панова фрула.
Хора је популарна током свадбених прослава и фестивала и представља суштински део друштвене забаве у руралним подручјима. Једна од најпознатијих хоре је „Hora Unirii” („Хора Уније”), која је постала румунска патриотска песма као резултат химне када су се Влашка и Молдавија ујединиле и формирале Кнежевину Румунију 1859. године. Током прославе Нове године 2006/2007, када су Румунија и Бугарска приступиле Европској унији, људи су плесали Hora Bucuriei („Хора радости”) преко булевара у Букурешту као омаж химни ЕУ, Оди радости. Неки од највећих ора могу се наћи на филмовима с почетка 20. века које су снимила браћа Манаки у Пинду у Грчкој, а извели локални цинцари.

### Хоро у Бугарској
Традиционална бугарска игра хоро долази у многим облицима. Није неопходно бити у кругу; крива линија или полукруг људи је такође прихватљива. Кораци који се користе у хоро играма су изузетно разноврсни. Хоро може да варира између три и седам или осам корака напред и један до пет или шест корака уназад, у зависности од специфичног типа.
Постоји више од пет врста хороа који се обично плешу на сваком венчању. Разликују се по ритму музике и корацима. Не постоје два хоро плеса са сличним корацима. У бугарском фолклору постоји вероватно преко сто врста хоро игара.
У прошлости је хоро плес имао друштвену улогу у бугарском друштву. Било је то углавном за забаву, као такмичење у вештинама, или за представу, што је довело до развоја разноврсности хоро плесова. Постоје хора за људе са мало вештина који се могу научити за пет до десет минута, али постоје и веома софистицирани плесови који се не могу научити осим ако се не влада многим једноставнијим плесовима.

### Оро у Северној Македонији
Северна Македонија користи ћирилично оро. Порекло македонског ороа варира од његове употребе у дружењу и прослављању, до историјског плеса пре одласка у битку. Тешкото оро, у преводу „Најтеже оро”, једно је од оних које плешу само мушкарци, а чија музика одражава тугу и ратно расположење. Оро се игра у кругу, а мушкарци и жене се држе за руку. Користе се за прослављање прилика као што су свадбе, крштења, имендани, државни и верски празници, матуре, рођендани.

### Ромско оро
Оро је такође популарно међу Ромима у југоисточној Европи, а плес је практично исти као и код суседних етничких група. Ромски Horos, и ромска музика уопште, веома су цењени међу неромима на Балкану, јер имају репутацију као вешти извођачи другачијег фолклора.

### Јеврејска хора

#### Клезмер хорах
У клезмер музици, хорах се односи на коло у румунским традицијама. Хорах има спор, шепајући ход у три метра, често три осмине и генерално води у бржи и оптимистичнији дупли метар, обично фрајлек или булгар. Међу Јеврејима који говоре јидиш, хора од три метра се такође назива zhok или krumer tants (што значи „криви плес”).

#### Израелска хора
Хора (הורה), која се донекле разликује од оне у неким источноевропским земљама, широко је распрострањена у јеврејској дијаспори и одиграла је темељну улогу у модерном израелском народном плесу. Постао је симбол обнове земље од стране социјалистичко-пољопривредног ционистичког покрета. Иако се сматра традиционалним, неки тврде да је популарност стекла захваљујући Хори Агадатију, названој по плесачу и кореографу Баруху Агадатију, која је први пут изведена 1924. године. Према Гуриту Кадману, оригинална мелодија је била молдавска народна мелодија, коју је средином 1940-их композитор Урија Босковитз препознао као антисемитску, а Гурит је замолио Босковитза да напише нову. Отприлике у исто време Зе'ев Хаватселет је написао текст песме  (пронађен, на пример, у Конгресној библиотеци ). Сада се игра обично изводи уз израелске народне песме, а понекад и уз јеврејске песме, често на музику „Хава Нагиле”.
Да би започели плес, сви формирају круг, држећи се за руке или испреплетене руке иза леђа или на раменима  и десном ногом корачају напред улево, а затим левом ногом. Десна нога се затим враћа назад, а затим лева нога. Ово се ради док се држите за руке и заједно кружите брзим и веселим покретом улево. Велике групе омогућавају стварање неколико концентричних кругова или велике спиралне формације.
У раним данима, хора је био популарана углавном у кибуцима и малим заједницама, често је трајао сатима.
Хора је постала популарна у групним плесовима широм Израела, као и на венчањима и другим прославама Јевреја у Израелу, Сједињеним Државама, Уједињеном Краљевству и Канади. Плес се појавио у Северној Америци почетком 20. века, много пре модерне израелске независности, који су јеврејски имигранти донели директно из источне Европе.
На јеврејским свадбама за време хоре обичај је да се младу и младожења подижу, свако на својој столици и држећи марамицу између себе, по јеврејској традицији. Ово се такође ради на бар и бат мицви, где се почасни, а понекад и његови, њени или чланови њихове породице такође подижу на столици, копирајући традицију венчања.
Песма „Хора”, коју је отпевао Ави Толедано и који је представљао Израел на Песми Евровизије 1982. године, заснована је на овом плесу.

### Друге варијанте

#### Хорон у Турској
Хорон се у неколико варијанти плеше у Црноморском региону / Понтосу данашње Турске.

#### Оро у Црној Гори
Оро коло не треба мешати са црногорским ором у Црној Гори и Херцеговини, који је удварачки плес у пару. Име му потиче од српског орао, што значи „орао”.

#### Перинита
Перинита је традиционални румунски свадбени народни плес. Плес је типичан за регион Мунтеније.